# プシュケー
プシュケー（古希: Ψῡχή, Psūkhḗ、プシューケー、プシュケ、プシケーなどとも）とは、古代ギリシア語の言葉で、もともとは息（いき、呼吸）を意味しており、転じて生きること（いのち、生命）、また心や魂を意味するようになった言葉である。
呼吸は生命のしるしとして最も顕著なものであったので、生命を意味するようになり、それが転じて、やがて心や魂も意味するようになった。そのような語義になったのも当然と指摘されている。
「プシュケー」という言葉を現代日本語に訳す場合、ひとつの訳語で押し通すことは困難なことが多々ある。同一の文献でも、ある文脈では「いのち」と、ある文脈では「心」あるいは「魂」と訳したほうが適切で、ある文脈ではどちらとも解釈可能、ということもある。古代ギリシア語と現代語では概念の体系自体が異なっているのである。

## ギリシア哲学
ソクラテスは（あるいはプラトンが自著で描くソクラテスは）、プシュケーを知と徳の座だとした。< よく生きる >ことを《プシュケーの気遣い》として説いた。プシュケーの世話をせよ、と説いたのである。
ソクラテスの弟子のプラトンは、滅びる宿命の身体に属する感覚を超えた知を描き、知を特質とし自己を動かすプシュケーは不滅である、とした。
アリストテレスは『ペリ・プシュケース』（「プシュケーについて」という題名の書）において、さまざまな生命の生存の原理を論じ、プシュケーとは「デュナミス（可能態）において命をもつ自然的物体の形相」と述べ、プシュケーというのは命の本質である自己目的機能であり、そして起動因である、とした。また同書でプシュケーは栄養摂取、知覚、理性などの順で階層をなしていると捉え、各階層ごとに説明を試みた。より細かく挙げれば、栄養摂取、生殖の能力、感覚能力、欲求能力、場所的移動の能力、表象能力、理性能力などである。
アリストテレスは、一時期は生物の種類によって異なるプシュケーの段階があると見なし、(1)植物的プシュケー　(2)動物的プシュケー　(3)理性的プシュケー　の3つを区別した。だが、彼の知識が増えるにしたがい、植物・動物・人間にプシュケーの違いが絶対的にあるとは考えないようになり、動物もその程度に応じて人間と同じような理性を持っていると考え、さらにその後になると、植物・動物・人間でプシュケーに区別は基本的に無い、と見なすようになったようである。
プロティノスは、神秘主義的な方向に進み、一者からヌース（知性）が、ヌースからプシュケーが、そしてプシュケーからヒューレー（質料）が流れ出ると述べた。

## ギリシア文学
ホメロスの叙事詩では、人が死ぬと口や傷口からプシュケーが抜け出て、亡霊となり冥界に下るとされた。
ヘレニズム期以降は、アプレイウス『黄金の驢馬』などで、女性として擬人化されたプシュケーの物語（エロスとプシュケーの物語）が流行した。

## 新約聖書
新約聖書における「プシュケー」は、例えば『マルコによる福音書』3:4、8:35、10:45のそれは、日本語では「命」と訳しうる。また、マルコ 14:34、ルカなどでは感情の座である。新約聖書の「プシュケー」という表現は、現代語で言う「精神」と「身体」を合わせた人間を表しているのであって、霊肉二元論ではないので、「人」とか「人々」と訳したほうが自然なくだりも多い。
新約聖書ではプシュケーはプネウマと対比され、プネウマのほうは神から与えられる超自然的賜物とされている。例えば、パウロ書簡でもそうで、（ロシア語聖書ではプシュケーはドゥシャ、プネウマはドゥーフ、という語に訳し分けられている）、プネウマ（ドゥーフ）はパウロ書簡では、心・魂ではなく、それらを超えたところから外的に働く力、としてしるされている。救済は古代ギリシアやグノーシス主義では「神的プシュケーの罪ある肉体（ソーマ）の牢獄（セーマ）からの解放」であったが、新約聖書ではあくまで体の復活としてとらえられている。

## ルター
ルターは、ギリシア語のプシュケーをつねに「いのち」と訳していたという。